# Halowe Mistrzostwa Turcji w Lekkoatletyce 2012
Halowe Mistrzostwa Turcji w Lekkoatletyce 2012 – zawody lekkoatletyczne, które odbyły się 26, 27 i 28 stycznia w Stambule.
Zawody odbyły się w Ataköy Atletizm Salonu, która na początku marca będzie miejscem zmagań lekkoatletów podczas halowych mistrzostw świata. Halowe mistrzostwa Turcji były pierwszymi zawodami w hali powstałej specjalnie na światowy czempionat. 

## Wybrane rezultaty
| Konkurencja:              | 1. miejsce        | Rezultat  |
| Bieg na 60 m              | Izzet Safer       | 6,83      |
| Bieg na 400 m             | Yavuz Can         | 47,89     |
| Bieg na 800 m             | Halit Kılıç       | 1:50,35   |
| Bieg na 3000 m            | Muhammet Emin Tan | 8:31,88   |
| Bieg na 60 m przez płotki | Batuhan Eruygun   | 8,03      |
| Skok wzwyż                | Serhat Rider      | 2,10      |
| Pchnięcie kulą            | Hüseyin Atıcı     | 19,25 NR  |
| Siedmiobój                | Mustafa Güneş     | 4780 pkt. |

| Konkurencja:   | 1. miejsce            | Rezultat |
| Bieg na 60 m   | Aksel Gürcan Demirtaş | 7,70     |
| Bieg na 800 m  | Meliha Erdoğan        | 2:13,57  |
| Bieg na 1500 m | Fadime Suna           | 4:19,12  |
| Bieg na 3000 m | Dudu Karakaya         | 9:39,93  |
| Skok wzwyż     | Burcu Ayhan           | 1,80     |
| Skok o tyczce  | Ayşegül Yılmaz        | 3,50     |
| Skok w dal     | Karin Mey Melis       | 6,32     |
| Pchnięcie kulą | Emel Dereli           | 16,70    |